# Édouard Pailleron
Édouard Pailleron (Parigi, 7 settembre 1834 – Parigi, 19 aprile 1899) è stato un poeta e commediografo francese.

## Biografia
Conseguita la laurea in Legge, Édouard Pailleron lavorò per breve periodo in uno studio notarile, quindi si arruolò nell'esercito, dove militò per due anni. Attratto dal teatro, scrisse Le parasite, opera che fu rappresentata nel 1860, ma con scarso successo. Pubblicò, come anonime, le poesie Les parasites e raggiunse la notorietà con la commedia in prosa Il mondo della noia, del 1868, che nel 1881 fu rappresentata dalla Comédie Française. Sposò la figlia di Francois Bulos, proprietario ed editore della Revue des Deux Mondes che lo accolse come comproprietario della sua impresa editoriale. La sua consacrazione tra gli immortali arrivò nel 1882, con la nomina ad accademico dell'Académie française.
Tra le altre sue commedie, che compose in versi o in prosa, con raffinati elementi di satira dei costumi del suo tempoː Le mur mitoyen (1862), Le dernier quartier (1864), Hélène (1872), L'âge ingrat (1878), Pendant le bal (1881), Souris (1887). Pubblicò nel 1869 un volume di versi, dal titolo Amours et haines.
È sepolto a Parigi, nella tomba della famiglia Pailleron, al cimitero di Père-Lachaise.